# Weaver W. Adams
Weaver Warren Adams (* 28. April 1901 in Dedham, Massachusetts; † 6. Januar 1963 in Cedar Grove, New Jersey) war ein US-amerikanischer Schachspieler und -autor.

## Leben
Weaver Adams wuchs als Sohn des Handelsvertreters Frank H. Adams in gutbürgerlichen Verhältnissen auf. Das Schachspiel erlernte er im Alter von 12 Jahren. Nach Abschluss der High School begann er ein Ingenieurstudium am Massachusetts Institute of Technology, das er allerdings nicht erfolgreich beenden konnte, weil er sich überwiegend dem Schach widmete. Sein Lehrmeister war der Bostoner Rechtsanwalt John F. Barry, der zu Beginn des 20. Jahrhunderts zu den besten Spielern der USA gezählt hatte. 1922 gewann Adams die Meisterschaft des Boston Chess Club und 1924 durch einen Wettkampfsieg gegen Harold Morton die Meisterschaft von Neuengland. Diesen Titel hatte er bis 1929 inne, als er einen Revanchekampf gegen Morton verlor. 1936 nahm Adams an der Landesmeisterschaft der USA in New York City teil, kam aber nur auf den geteilten letzten Platz. Auch bei den US-Meisterschaften 1940, 1944, 1946 und 1948 kam er nicht auf vordere Plätze. Gewinnen konnte er dagegen die Meisterschaft von Massachusetts in den Jahren 1937, 1938, 1941 und 1945 sowie die US Open Championship 1948 in Baltimore. Sein einziges Turnier im Ausland spielte er zum Jahreswechsel 1950/51 in Hastings, belegte dort aber nur den vorletzten Platz.
Da Adams nicht vom Schach leben konnte, versuchte er sich zeitweise mit bescheidenem Erfolg als Hühnerfarmer. Seit 1949 war er Mitglied des Log Cabin Chess Club in West Orange, von dessen Gründer Elliot Forry Laucks er auch finanziell unterstützt wurde. Adams war homosexuell.
Seine beste historische Elo-Zahl war 2560 im Dezember 1945, damit lag er auf Platz 50 der inoffiziellen Weltrangliste.

## Beiträge zur Eröffnungstheorie
Adams war überzeugt davon, dass der Anzugsvorteil im Schach ein entscheidender Faktor sei, und versuchte dies in zahlreichen Analysen nachzuweisen. Da er die Anfangszüge 1. e4 e5 für die besten hielt, waren sie Ausgangspunkt seiner Untersuchungen. Anfangs beschäftigte er sich mit dem Läuferspiel und gab die Variante 1. e4 e5 2. Lc4 Sf6 3. d3 Lc5 4. Sc3 d6 5. f4 als gewinnbringend an. Später hielt er die Wiener Partie für besser. In der Praxis konnte er mit seinen Varianten, auf die sich seine Gegner gut vorbereiten konnten, keine besonderen Erfolge erzielen. Großmeister Larry Evans kritisierte 1962 in der Schachzeitschrift Chess Life den Dogmatismus von Adams. Positiv über Adams äußerte sich dagegen Hans Berliner, der ebenfalls der Meinung ist, dass Weiß bei optimalem Spiel entscheidend in Vorteil kommen muss, allerdings 1. d4 für den besten Zug hält.
Nach Weaver Adams sind zwei Eröffnungsvarianten benannt: In der Sizilianischen Verteidigung die auch von Bobby Fischer mit Erfolg gespielte Zugfolge 1. e4 c5 2. Sf3 d6 3. d4 cxd4 4. Sxd4 Sf6 5. Sc3 a6 6. h3 und in der Wiener Partie das Gambit 1. e4 e5 2. Sc3 Sf6 3. Lc4 Sxe4 4. Dh5 Sd6 5. Lb3 Sc6 6. d4.

## Werke
- White to play and win (1937, 1939)
- Simple chess (1946, 1952, 1958)
- How to play chess (1958)
- Absolute chess (1959)